# Allen West (Tennisspieler)
Allen Tarwater West (* 2. August 1872 in Mobile, Alabama; † 31. August 1952 in Watch Hill, Rhode Island) war ein US-amerikanischer Tennisspieler.
Bei den Olympischen Sommerspielen 1904 in St. Louis gewann Allen West zusammen mit seinem Landsmann Joseph Wear im Tennis-Herrendoppel die Bronzemedaille, nachdem sie im Halbfinale den späteren Olympiazweiten Alphonzo Bell und Robert LeRoy in drei Sätzen mit 6:2, 1:6 und 2:6 unterlegen waren. West war ansonsten eher ein aktiver Golfer. 1922 konnte er das prestigeträchtige Broadmoor Invitational in Colorado gewinnen. Nach seiner Karriere war er als Börsenmakler tätig.